# Christoph Scheiner

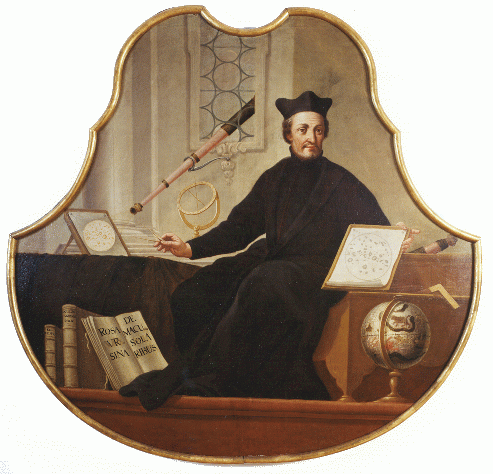
Portret al lui Christoph Scheiner din 1725

Christoph Scheiner SJ (n. 25 iulie 1573 sau 1575, Markt Wald, lângă Mindelheim, Bavaria - d. 18 iulie 1650, Neisse, Silezia) a fost un preot iezuit, fizician și astronom la Ingolstadt. 